# 弗雷德里克鎮區 (密歇根州)
弗雷德里克鎮區（英語：Frederic Township）是位於美國密歇根州克勞福德縣的一個行政鎮區。

## 地方資料
弗雷德里克鎮區的面積為186.50平方千米，當中陸地面積為184.90平方千米，而水域面積為1.60平方千米。根據2020年美國人口普查的數據，當地共有人口1161人，而人口密度為每平方千米6.23人。